# Pacte Nacional pel Referèndum
El Pacte Nacional pel Referèndum és una iniciativa que agrupa els partidaris de celebrar el referèndum sobre la independència de Catalunya i creada l'any 2016. Reuneix a institucions, organitzacions socials i polítiques, electes i persones a títol particular. La reunió constitutiva del Pacte Nacional pel Referèndum tingué lloc el 23 de desembre de 2016 al Parlament de Catalunya i substitueix el Pacte Nacional pel Dret a Decidir creat el 2013. El comitè executiu està format per: Joan Ignasi Elena (coordinador), Maite Arqué, Jaume Bosch, Francesc de Dalmases, Carme-Laura Gil, Itziar González, Francesc Pané i Carme Porta. El 23 de gener de 2017 els membres del comitè executiu van presentar el manifest, els objectius, el full de ruta i els programa de treball del pacte. L'acte es va dur a terme a la seu del Centre Excursionista de Catalunya mitjançant una conferència de premsa.

## Adhesions
El manifest del Pacte va rebre l'adhesió de més de 4.000 entitats i més de 400.000 persones. En aquest sentit, algunes de les entitats que s'han adherit al pacte són la Federació d'Organitzacions per a la Justícia Global, Òmnium Cultural, el Centre Internacional Escarré per a les Minories Ètniques i Nacionals i el Futbol Club Barcelona, entre d'altres. Entre els noms internacionals cal destacar: Dimítrios Papadimulis i Ulrike Lunacek, vicepresidents del Parlament Europeu; Ska Keller, Marisa Matias i Julia Reda, eurodiputades; Pablo Iglesias, líder de Podemos i congressista espanyol; Jean-Guy Talamoni, president de l'Assemblea de Còrsega, i Oscar Temaru, expresident de la Polinèsia.
A més, el Pacte també va anunciar noves adhesions manifest "Deixin votar els catalans" que es va fer públic per primer cop el 2014. Entre els nous signants hi ha: Viggo Mortensen, Rigoberta Menchú, Gerry Adams, Ahmed Galai, Angela Davis, Mirta Acuña de Baravalle, José Bové, Piedad Córdoba, Tsering Woeser, Jason Y. Ng, Irvine Welsh, José Shulman, Hélder Costa i Hans Ulrich Gumbrecht, entre d'altres.